# Crkva ujedinjenja
Crkva ujedinjenja (punim imenom: Udruženje svetog duha za ujedinjenje svjetskog kršćanstva) ili Pokret ujedinjenja je novi religijski pokret utemeljen 1954. u Južnoj Koreji.

## Osnivanje
Članovi Crkve ujedinjenja vjeruju da se Isus ukazao Sun myung Moonu kada je on molio na Uskrs 1935. i zamolio ga da dovrši njegovu misiju, koja je ostala neispunjena zbog Isusovog razapinjanja na križu. Moon je prihvatio ovu misiju.
Službeno crkveno učenje se temelji na Bibliji i objašnjeno je u knjizi Božanski Princip. U knjizi se objašnjava da je Bog stvoritelj čija dvojna struktura sadrži i muškost i ženskost. Ceremonije Blagoslova Crkve ujedinjenja je crkvena praksa koja je privukla veliku pažnju javnosti. Crkva je također uključena u međuvjerske aktivnosti s drugim religijama, uključujući i Kršćanstvo i Islam, bez obzira na teološke razlike.
Crkva ujedinjenja sponzorira i podržava brojne aktivnosti i projekte uključujući business projekte, sport, kulturu i mnoge druge.

## Doktrina
Božanski Princip je temeljna knjiga u kojoj je objašnjena doktrina Crkve ujedinjenja.
Bog je stvoritelj, koji unutar sebe posjeduje dvojnu strukturu muškosti i ženskosti, te je izvor sve istine, ljepote i dobrote. Ljudi i priroda odražavaju Božju prirodu, osobnost i svrhu.
Zbog pada prvih ljudi, Adama i Eve, nikada nije uspostavljena idealna obitelj na Zemlji tj. istiniti muškarac i žena koji bi savršeno odražavali Boga, svoga roditelja i od njega dobili blagoslov za početak svoje obitelji kada bi za to postali dovoljno zreli.
Zbog toga dolazi Isus kao ''Drugi Adam'' da uspostavi istinitu obitelj i uspostavi Božji ideal na Zemlji.
Zbog nevjere Židova i Isusovog razapinjanja na križu ova je misija ostala neispunjena sve do danas.
Moon dolazi kao ''treći Adam'' da bi dovršio Isusovu misiju i uspostavio Božji ideal na Zemlji, Nebesko kraljevstvo.
Sljedbenici Rev. Moona nazivaju ''Istiniti otac'', a njegovu suprugu ''Istinita majka'', a zajedno ''Istiniti roditelji''.
Crkva ujedinjenja aktivno promovira obitelj i obiteljske vrijednosti kroz svoje djelovanje, posebno Federaciju obitelji za mir u svijetu te naglašava da nema individualnog duhovnog spasenja već je spasenje moguće isključivo u okviru obitelji i kroz duhovnu obnovu.